# Luigi Medici (poeta)
Luigi Medici (Milano, 1888 – Trezzo sull'Adda, 2 aprile 1965) è stato un avvocato, poeta e storico della letteratura italiano autore di opere in lingua lombarda.

## Biografia
Nacque nel 1888 dalla pianista Teresa Crespi e dal ragioniere Vincenzo Medici, discendente di un'antica famiglia milanese. Compagno di studi di Delio Tessa, nel 1915 si laurea in legge presso l'Università di Pavia, esercitando successivamente la professione forense per circa un trentennio. Dopo aver partecipato come soldato semplice alla prima guerra mondiale si iscrive all'Accademia Scientifico-Letteraria di Brera, dove nel 1920 ottiene la seconda laurea in filosofia e l'abilitazione all'insegnamento, che effettuerà per un decennio nel Liceo ginnasio statale Alessandro Manzoni di Milano.
Molto legato al territorio della Martesana, dove il padre era amministratore delle proprietà terriere del duca Lodovico Melzi d'Eril. e che sarà fonte d'ispirazione per molte sue poesie e dipinti, nel 1943 si trasferisce definitivamente a Trezzo sull'Adda nella Ciosetta vincenzina, una villa sulla riva dell'fiume da lui costruita nel 1923, inizialmente utilizzata come casa di villeggiatura e successivamente come residenza stabile dopo che i bombardamenti della Seconda Guerra Mondiale distrussero la casa paterna di Milano.
Sposatosi nel 1916 con Felicita Maria d’Incisa di Camerana, sua musa e compagna di vita, rimarrà vedovo nel 1959. Nello stesso anno riceve l'Ambrogino d'oro dal Comune di Milano. Si unisce in seconde nozze con Itala Ceresani nel 1963, morendo il 2 aprile di due anni dopo nella sua casa di Trezzo sull'Adda all'età di 77 anni.
Dopo la morte, la moglie ne cura l'archivio personale, affidandolo nel 1982 all'amico Piero Airaghi, il quale l'anno successivo lo dona alla Biblioteca Ambrosiana.

## Carriera letteraria
Fu animatore delle principali associazioni culturali milanesi, dalla Famiglia Artistica al Circolo Filologico, dalla Pro Cultura alla Famiglia Meneghina; con quest'ultima soprattutto collaborò molto attivamente con lezioni di letteratura, presiedendo conferenze, letture di poesia e lavorando alla pubblicazione della Storia della Letteratura Milanese e della Storia di Milano. Rappresentante una poetica decadentista, che rivaluta la vita quotidiana nutrendosi di un eroismo nascosto, le sue opere riflettono la sua personale propensione verso la natura, utilizzando simbolicamente l'immagine della quiete agreste delle campagne lombarde come metafora di un universale desiderio di libertà.
Nonostante fosse il fondatore dell'Istituto Fascista di Cultura di Milano, si scontrò spesso con il regime a causa dell'avversione di quest'ultimo nei confronti delle lingue regionali italiane, accusate di concorrere alla disgregazione dell'unità nazionale. All'ordine esplicito del PNF di non utilizzare il dialetto e di scrivere solo ed esclusivamente in italiano Medici rispose con il poema La gloria di dialett, pubblicato clandestinamente ma che fu presto di pubblico dominio, riuscendo persino nel persuadere i gerarchi a revocare l'ordinanza.

## Opere principali

### Raccolte di poesie
- Schiribizz (1914)
- Rime ambrosiane (1931)
- Vecchie osterie milanesi (1932)
- Nuove poesie milanesi (1934)
- Ona fiorida de moneghell (1939)
- El secrista de Sant Ubert (1952)
- Tutti matti giù a Milano: l'ultima cavalcada de Bernabò (1955)
- Incontri di anime da l'alba del XX secolo (1957)
- Poesie (1963)

### Saggi
- Letteratura milanese: dagli albori ai giorni nostri (1947)

### Testi teatrali
- El club de la cerva (1930)